# Pinus patula
Pinus patula är en tallväxtart som beskrevs av Christian Julius Wilhelm Schiede, Diederich Franz Leonhard von Schlechtendal och Adelbert von Chamisso. Pinus patula ingår i släktet tallar och familjen tallväxter.
Arten förekommer i bergstrakter samt på högplatå i centrala och södra Mexiko. Utbredningsområdet ligger 1500 till 3000 meter över havet. Klimatet i regionen är varmt till tempererat med en årsnederbörd mellan 1000 och 2200 mm. Under den varma årstiden förekommer vatten främst som dimma. Pinus patula ingår i barrskogar och i blandskogar. Vid Mexikanska golfen är arter av lövträdssläktet Liquidambar dominerande i skogarna. I barrskogar hittas arten vanligen tillsammans med andra tallar som Pinus pseudostrobus, Pinus maximinoi, Pinus ayacahuite och Pinus greggii samt ibland med Abies religiosa.
Pinus patula växer snabb med en rak stam och den planteras därför inom skogsbruket i flera olika regioner som Sydamerika, södra och östra Afrika, Indien och Nya Zeeland. IUCN kategoriserar arten globalt som livskraftig.

## Underarter
Arten delas in i följande underarter:
- P. p. longipedunculata
- P. p. patula

## Bildgalleri

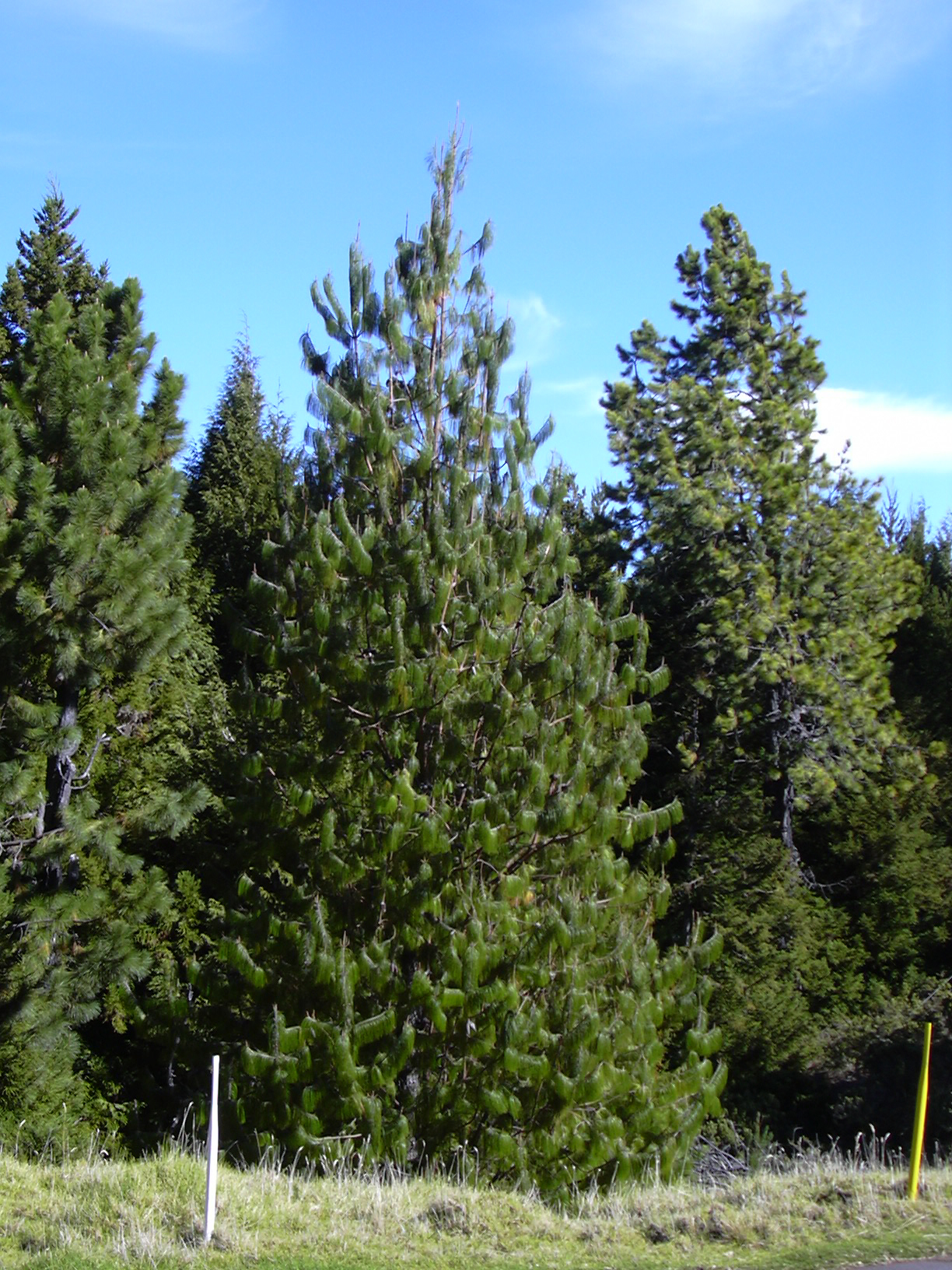
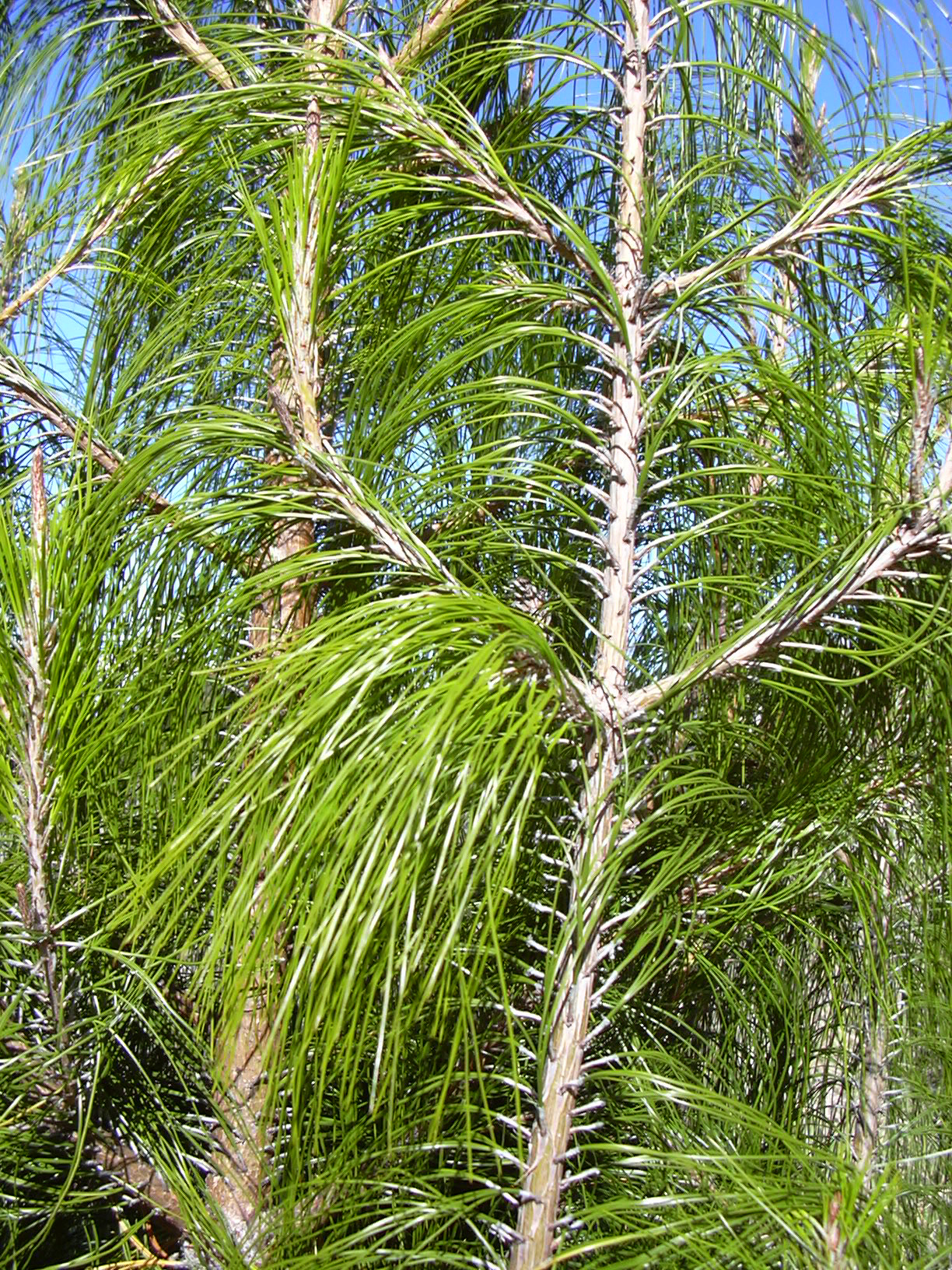
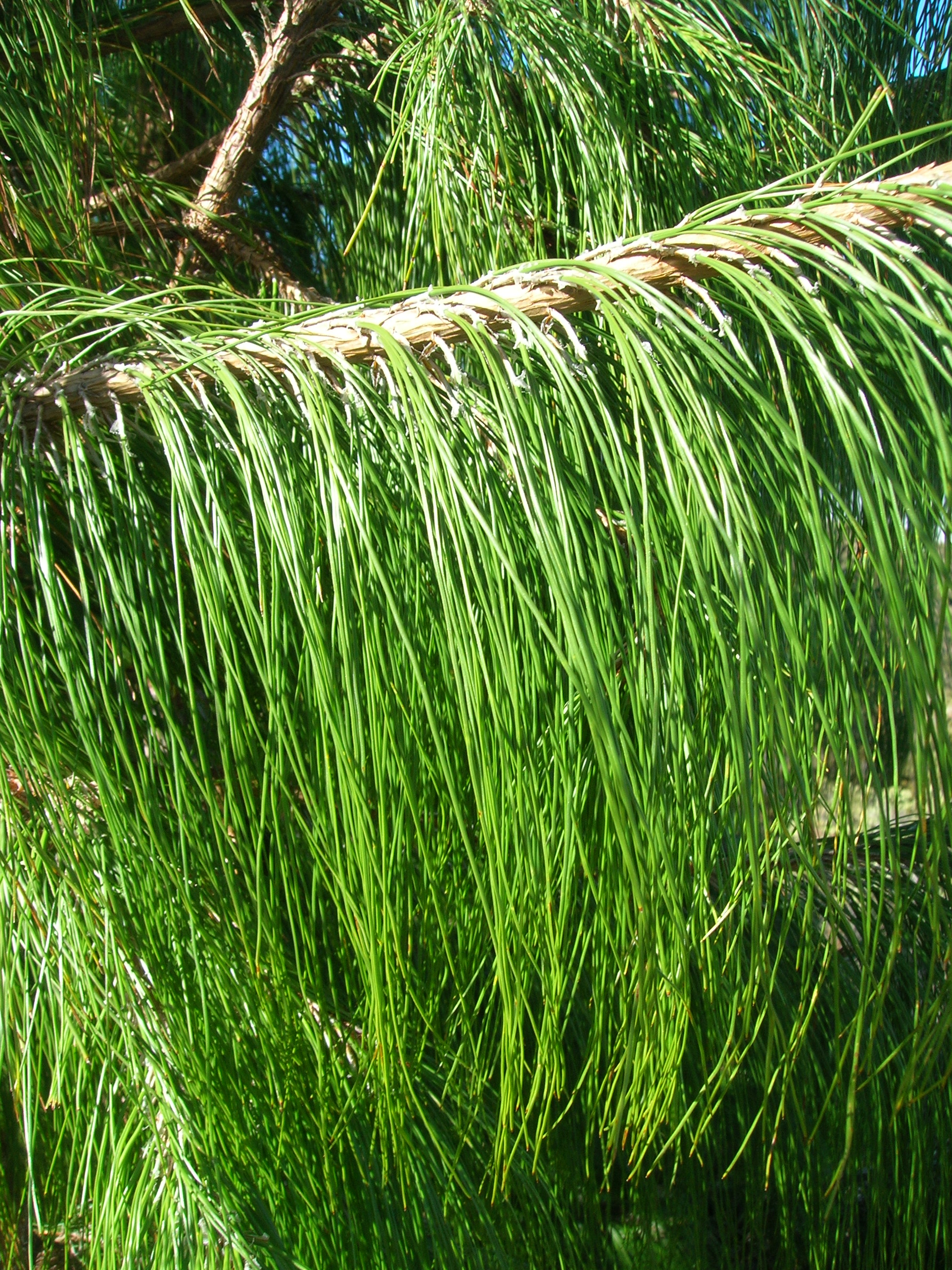
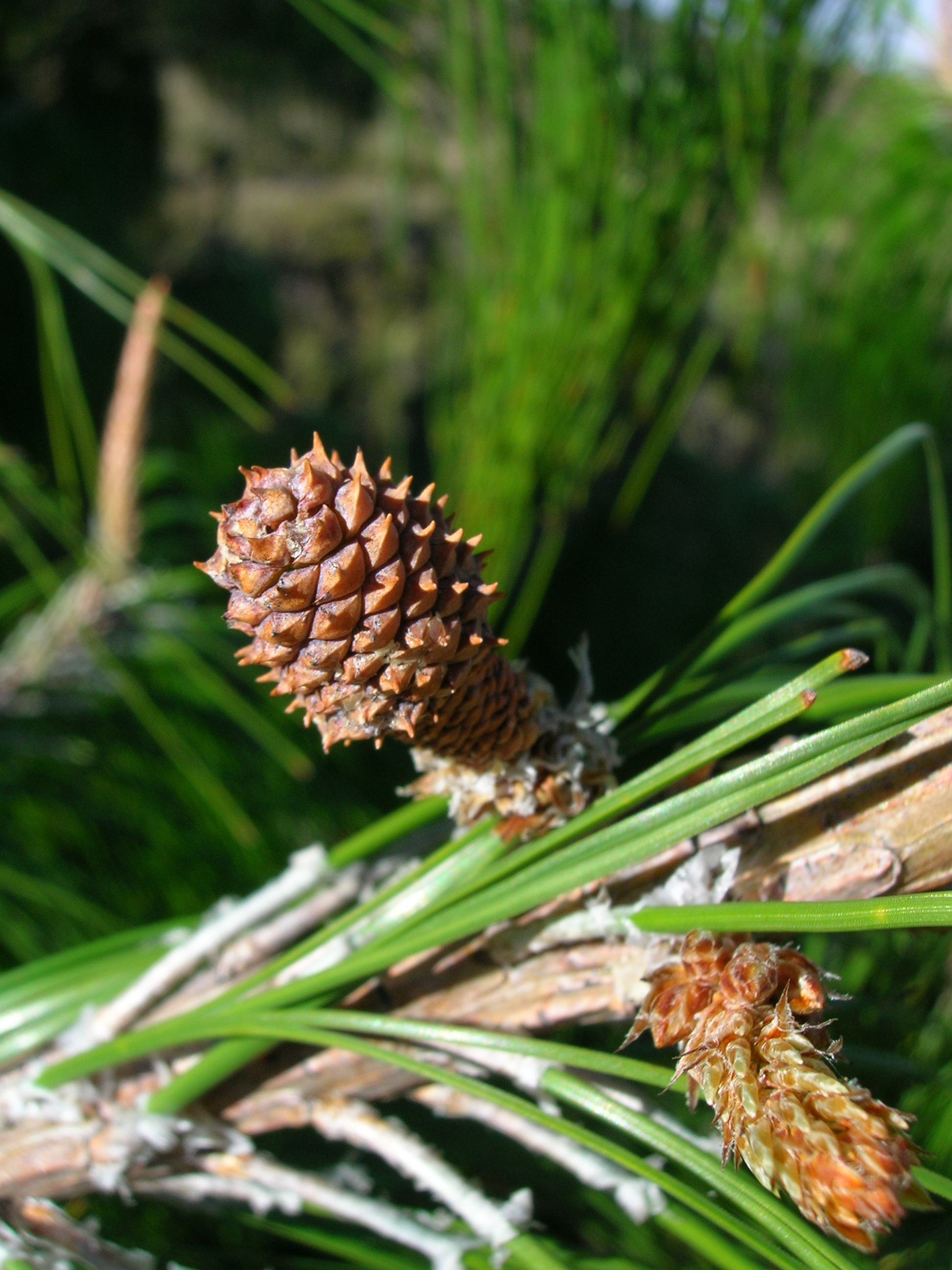